# Goghtanik
Goghtanik (en arménien Գողթանիկ ) est une communauté rurale du marz de Vayots Dzor, en Arménie. Elle comptait 220 habitants en 2008.